# Maître du Missel de Paul Beye
Ne doit pas être confondu avec Maître du Missel de Yale ou Maître du Missel de Troyes.
Le Maître du Missel de Paul Beye est un enlumineur actif à Cambrai et peut-être Arras entre 1430 et 1451. Son nom de convention provient du manuscrit d'un missel donné en 1435 par le chanoine Paul Beye à la chapelle Saints-Pierre-et-Paul de la cathédrale de Cambrai. Plusieurs manuscrits lui sont attribués. Les historiens de l'art ont proposé de l'identifier alternativement aux copistes Jean de Namps ou Barthélemy Poignare.

## Éléments biographiques et stylistiques

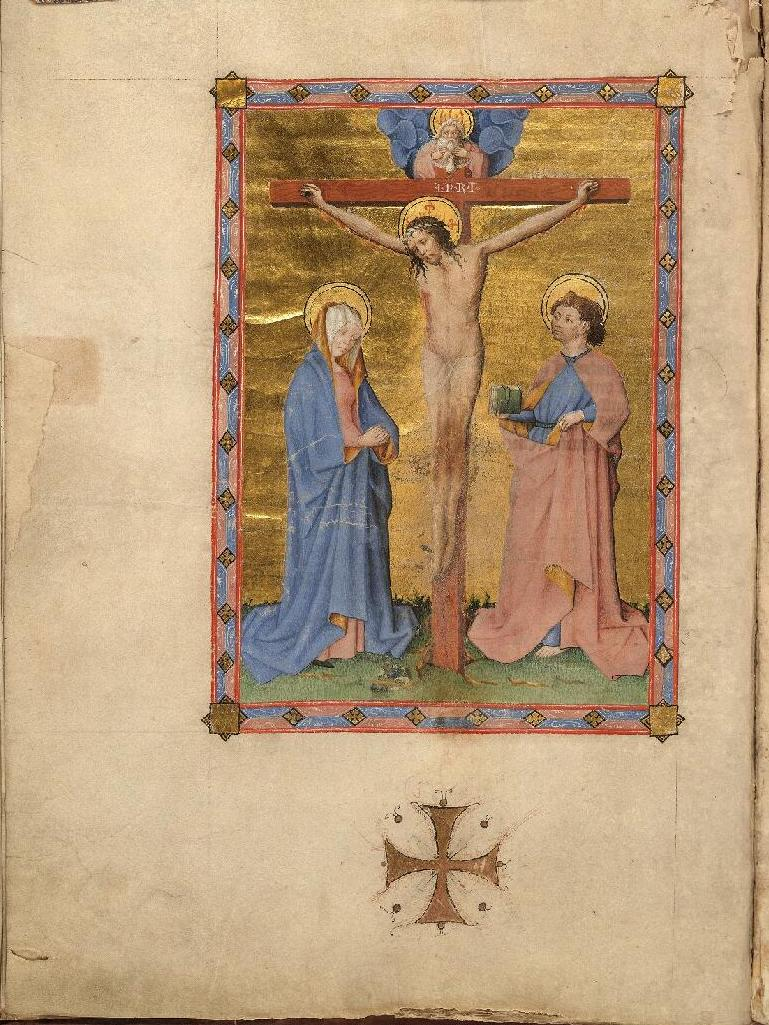
Missel de Paul Beye : miniature de la crucifixion.

D'après les œuvres retrouvées de l'artiste, il semble actif entre Arras et Cambrai dans les années 1430 et 1440. Son style se caractérise par un dessin incisif et plein de verve, des silhouettes nettement découpées, des personnages de petite dimension avec des attitudes expressives. Sa palette de couleurs est marquée par des coloris contrastés et une prédominance du vermillon. Plusieurs manuscrits sont empreints d'une technique plus proche du dessin colorié que de l'enluminure, un style qui se retrouve chez d'autres enlumineurs du nord de la France à la même époque : le Maître de Wavrin ou  le Maître du Champion des dames, ce dernier, comme son nom l'indique, ayant illustré un autre manuscrit de l'œuvre de Martin Le Franc, Le Champion des dames.

## Identifications

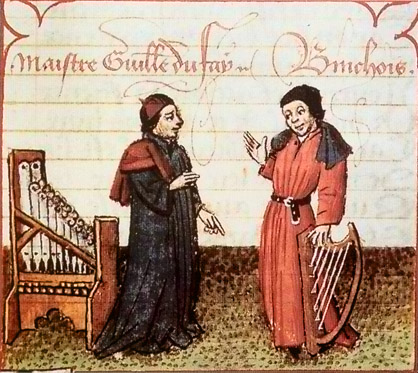
Portrait de Guillaume Dufay et Gilles Binchois dans Le Champion des dames, BNF, f.98.

Deux noms ont été proposés pour identifier le maître anonyme : il a été reconnu tout d'abord comme le copiste Jean de Namps. Ce dernier est recruté par le chapitre de la cathédrale de Cambrai en 1445 à l'initiative de Guillaume Dufay pour copier des manuscrits et en enluminer certains à l'occasion. On trouve sa trace dans les archives jusqu'en 1456,. Cependant, cette identification est contestée, car ses dates d'activités dans la ville ne correspondent pas avec la date du missel de Paul Beye, qui remonte à 1435.
François Avril propose plutôt de l'identifier avec Barthélemy Poignare, qui est également désigné comme le copiste du manuscrit du Champion des dames. Cet artiste commence sa riche carrière comme musicien : il est emmené par le compositeur cambrésien Nicolas Grenon avec cinq autres adolescents à Rome en 1425 pour entrer dans la chapelle pontificale de Martin V. Il appartient officiellement à la chorale pontificale en 1427 et y reste jusqu'en 1431. Il exerce ensuite la fonction de copiste au sein de la chancellerie d'Eugène IV. Il suit ensuite le concile de Bâle de 1435 à 1437. Il y copie et décore deux chartes concernant la ratification du Traité d'Arras en 1435. Selon Avril, un personnage aussi mobile pouvait très bien être la même année à Cambrai puis à Bâle. Par ailleurs, son parcours pourrait expliquer sa proximité avec Martin Le Franc qu'il pourrait avoir rencontré à Bâle. Par ailleurs, dans ce même manuscrit du Champion des dames, l'enlumineur fait un portrait du musicien Guillaume Dufay, qu'il pourrait avoir rencontré à la chapelle pontificale à Rome.

## Œuvre

### Manuscrits attribués
Cinq manuscrits lui sont attribués par François Avril :
- Missel de Paul Beye, 1435, 1 miniture et 1 lettrine historiée, Médiathèque d'agglomération de Cambrai, Ms.151[5]
- Recueil des œuvres de Pierre d'Ailly, miniature de frontispice, bibliothèque de Cambrai, Ms.954
- Apocalypse en images,, vers 1445-1450, 48 miniatures, Bibliothèque municipale de Lyon, Ms.439[6]
- Manuscrit du Roman de Troie, vers 1450, 79 miniatures, bibliothèque de l'abbaye de Maredsous, Ms. F°26[7]
- Manuscrit du Champion des dames de Martin Le Franc, 1451, 66 miniatures, Bibliothèque nationale de France, Fr.12476[8]

### Chartes enluminées
- Charte de ratification du traité d'Arras par le concile de Bâle pour Philippe le Bon, Archives départementales de la Côte-d'Or, B 11616, f.1[9]
- Charte de ratification du traité d'Arras  par le concile de Bâle pour Philippe le Bon, exemplaire pour Eudes de la Perrière, abbé de Cluny, BNF, Lat.1501, f.71-87v[10].
- Charte enluminée contenant un accord entre Jean de Bourgogne, évêque de Cambrai, le chapitre cathédrale et le Magistrat de Cambrai, 9 juin 1446, Archives départementales du Nord, Musée 14, 4G148, pièce 2269A

### Panneau
François Avril pense que l'artiste pouvait également être peintre de grands formats. Seul un dessin du XVIIe siècle garde le souvenir d'un panneau qui lui est attribué,.